# ولی بروک (اکلاهما)
ولی بروک(به انگلیسی: Valley Brook) شهری در ایالت اکلاهما کشور ایالات متحده آمریکا است که جمعیت آن در سرشماری سال ۲۰۱۰ میلادی، ۷۶۵ نفر بوده‌است.